# 탁심 광장

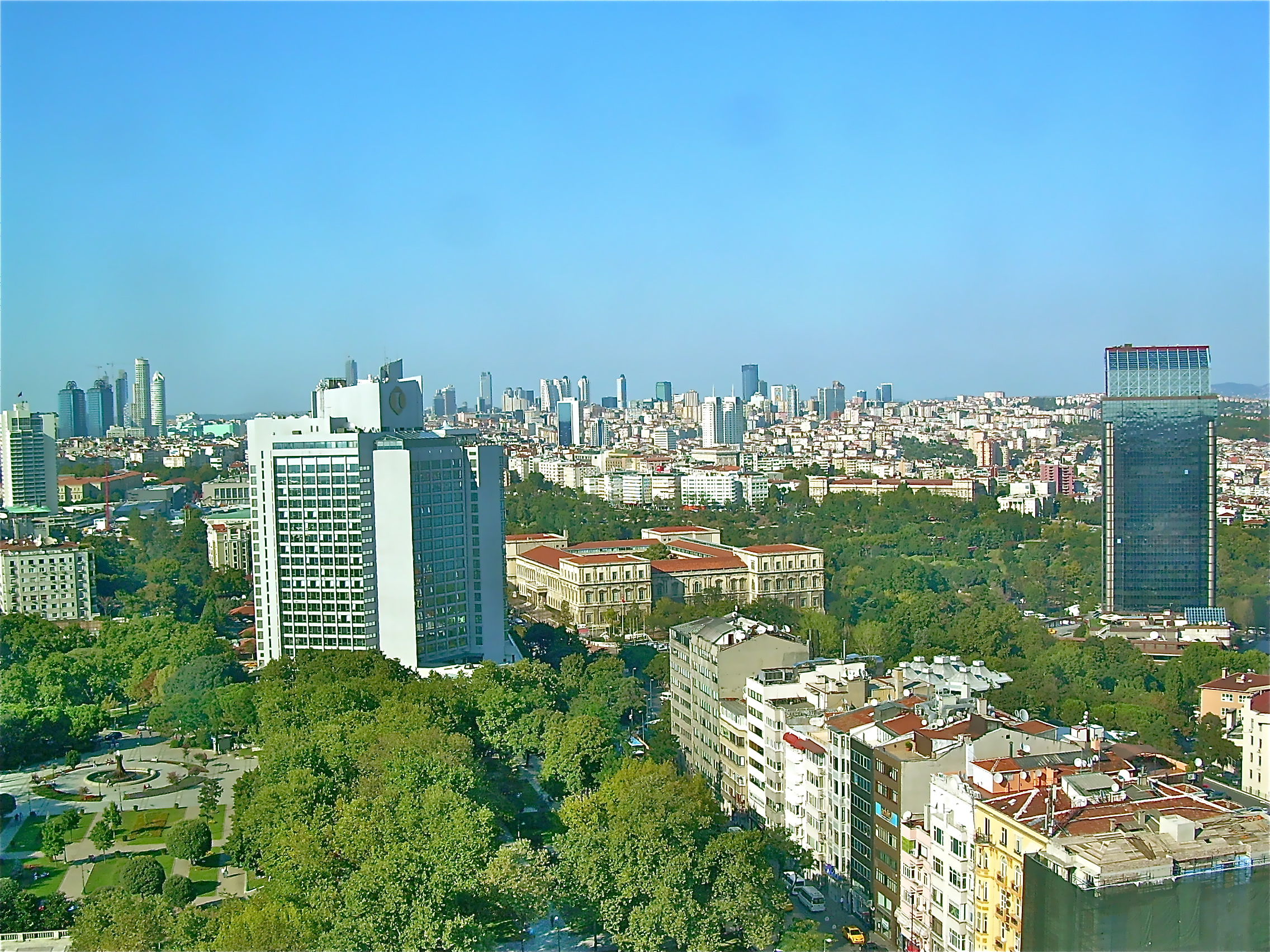
탁심 광장의 마르마라 호텔에서 바라본 탁심 광장과 레벤트(Levent) 금융 지구.

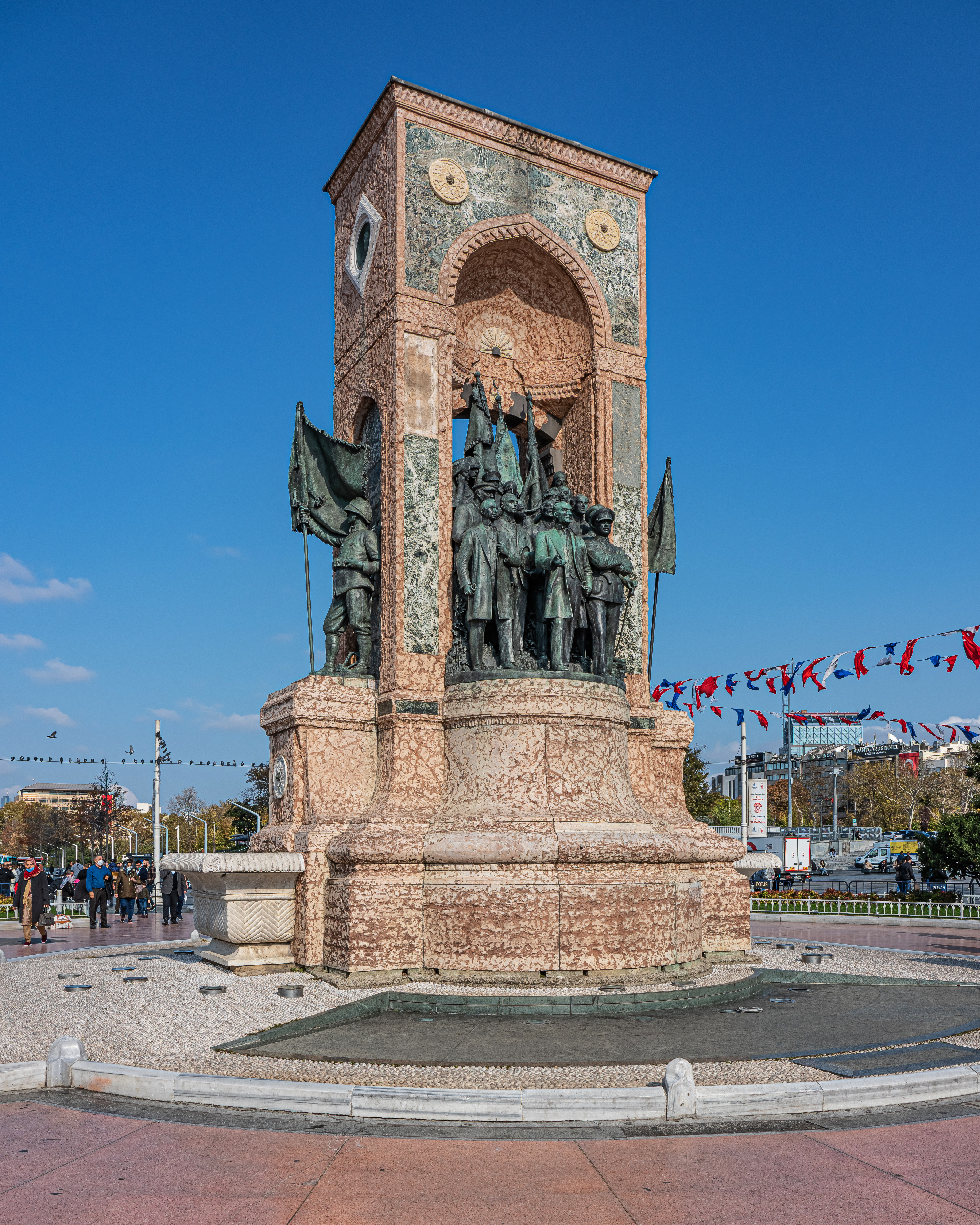
피에트로 카노니카(Pietro Canonica)가 만든 탁심 광장의 공화국 기념비(1928).

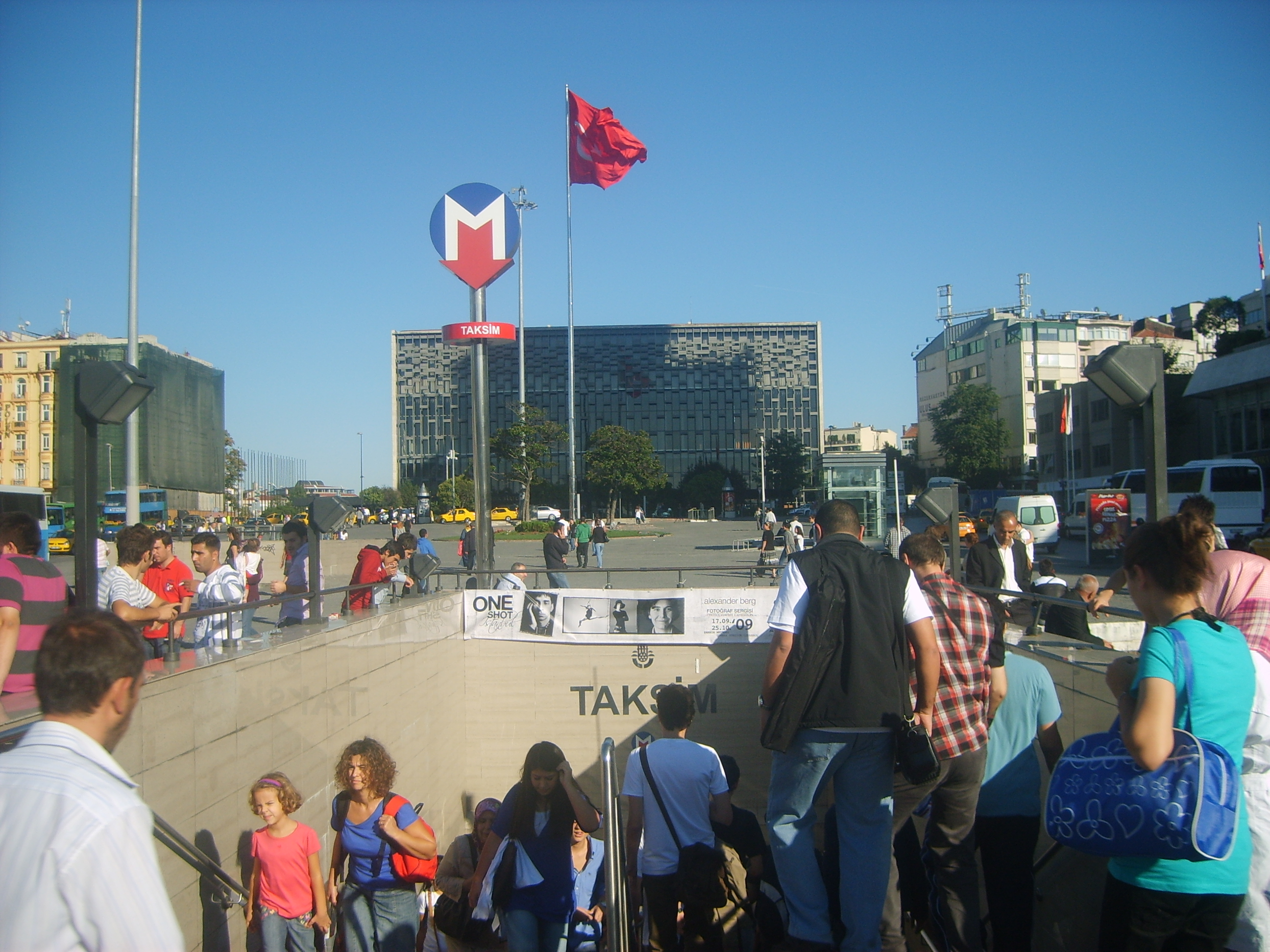
이스탄불 지하철 탁심 역 입구에서 바라본 탁심 광장의 아타튀르크 문화 센터.

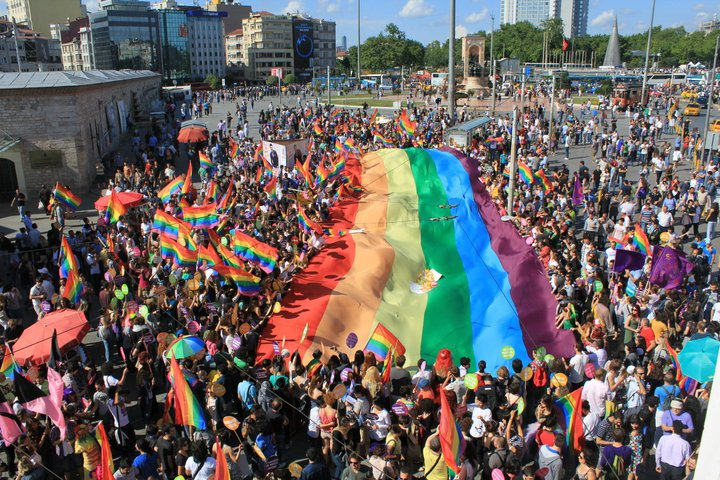
탁심 광장의 2011년 이스탄불 프라이드 퍼레이드.

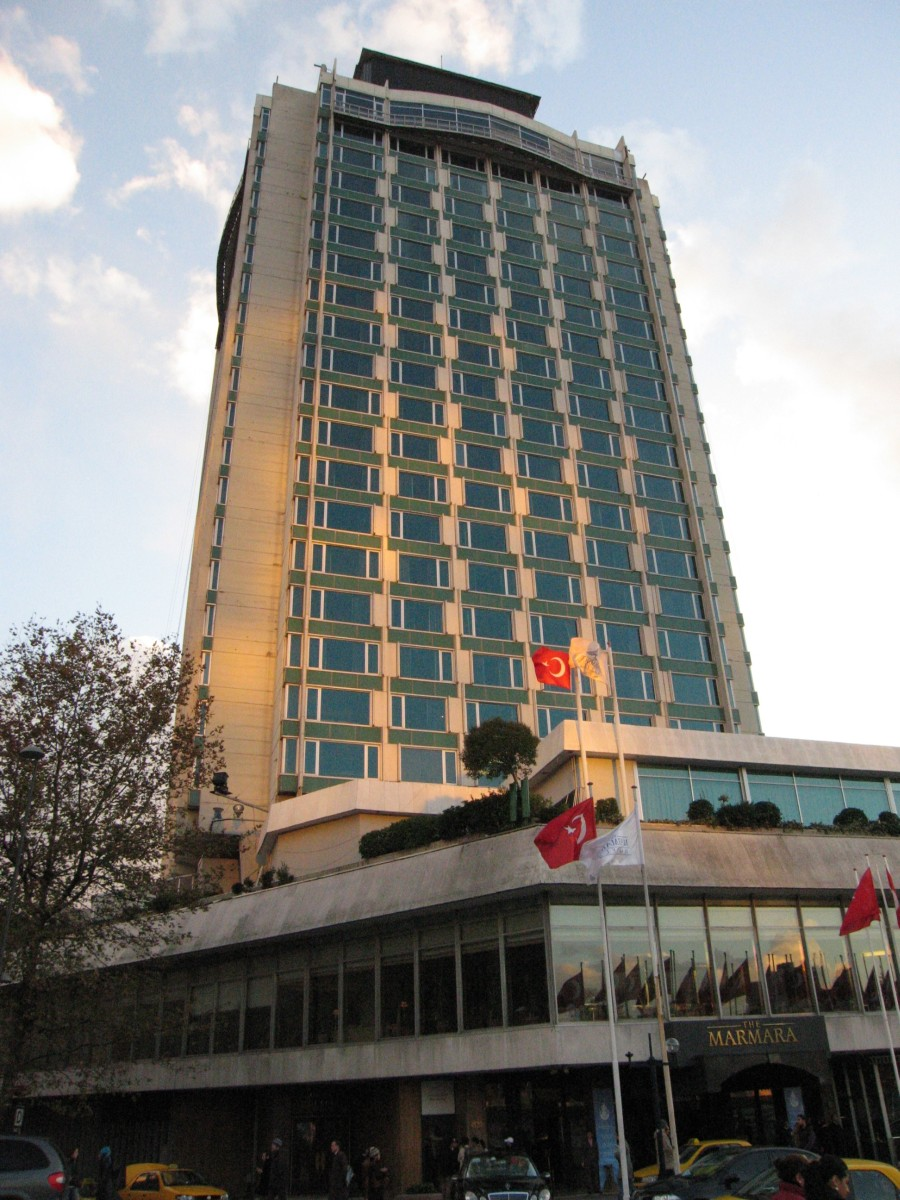
탁심 광장의 마르마라 호텔.

탁심 광장(튀르키예어: Taksim Meydanı, 영어: Taksim Square), 튀르키예 이스탄불의 유럽에 있는 주요 관광지, 레스토랑, 상점, 호텔 등 레저 지역으로 유명한 광장이다. 이 곳은 현재 이스탄불 지하철의 중심지로, 현대 이스탄불의 중심지로 간주된다. 또한, 탁심 광장에는 1928년 피에트로 카노니카가 만든 공화국 기념비(튀르키예어: Cumhuriyet Anıtı)가 있다. 이 기념비는 튀르키예 독립 전쟁으로 1923년 튀르키예 공화국이 독립한 5주년을 기념하여 만들어졌다.

## 역사
탁심 (아랍어: تَقْسِيم, 튀르키예어: taqsīm)은 "분배" 또는 "분포"라는 뜻이다. 탁심 광장은 원래 이스탄불 북쪽의 수도 공급원으로서 도시의 다른 부분과 분리되어 있는 지역이었다. 이 지역의 용어는 마흐무트 1세가 처음 이용하였다. 이 광장은 오스만 제국 시대 이 지역의 돌 저수지가 위치했다. 또한, 탁심은 마캄(Makam) 선법으로 이루어진 튀르키예 전통 음악의 즉흥적인 음악 양식이기도 했다. 또 다른 광장의 중요한 건물로는 19세기의 탁심 막사였다. 그러나, 이 막사는 1940년 게지 공원을 건설하기 위해 철거되었다.

## 현재
탁심은 이스탄불 주요 교통의 허브이자 관광객과 이스탄불 시민 모두에게 인기있는 곳이다. 이스티클랄 거리(독립 거리)라는 긴 보행자 거리는 이 광장에서 끝이 나며, 노스타르기지 트램(nostalgic tram)도 길을 따라 이 광장에서 출발하고, 런던 지하철에 이어 세계에서 두 번째로 오래된 지하철인 튀넬이 이곳이 종점이다. 탁심 광장 주변에는 수많은 여행사, 호텔, 레스토랑, 술집이 위치하며 피자헛, 맥도날드, 써브웨이, 버거킹 등 국제 패스트푸드 음식점이 위치한다. 또한, 이곳에는 이스탄불의 대형 호텔인 인터컨티넨탈(InterContinental), 리츠칼튼, 마르마라 호텔 등이 위치한다.
또한, 탁심은 신년 축하 퍼레이드, 사교 모임 퍼레이드 등 공공 사교 모임이 활발하게 진행되는 곳이다. 또, 다목적 문화 센터이자 오페라 하우스인 아타튀르크 문화 센터(튀르키예어: Atatürk Kültür Merkezi)도 탁심 광장에 위치하고 있다. NTV 텔레비전은 2011년 새로운 스튜디오로 이동하기 전까지 탁심 광장에 스튜디오가 위치했다.

## 탁심 게지 공원
탁심 게지 공원은 콘크리트 중간에 위치한 작은 녹지이다. 2013년, 지자체는 공원을 철거하고 쇼핑몰을 건설하고자 했다. 이 공원 재개발에 반대해 수천명의 사람들이 시위를 시작하면서 2013년 튀르키예 반정부 시위가 시작되었다. 야당과 대화를 시도하는 대신, 정의개발당(AKP)의 정부는 경찰에게 최루제와 물대포를 사용함으로써 시위대를 진압하고 있다.

## 대중교통
탁심 광장은 이스탄불의 대중 교통의 중심지이다. 버스의 기본적인 출발점일 뿐 아니라, 이스탄불 지하철의 하츠로스만-4 레반트-탁심-예니케프 지하철(Hacıosman-4.Levent-Taksim-Yenikapı subway line)의 종착역이다. 이스티클랄 거리-튀넬 지상 전차도 탁심 광장이 출발지이다.
2006년 6월 29일에는 탁심 광장에서 카바타쉬 트램역-탁심 전철역 케이블 카와 수상버스 부두가 개설되어 관광객은 단지 110초 만에 탁심 언덕을 오를 수 있다.

## 시위 및 사고
광장은 존재 기간 동안 많은 시위의 중심지였다. 튀르키예의 모든 정치 스펙트럼의 단체 뿐 아니라 많은 NGO들은 많은 자신의 이익을 지키기 위해 이 탁심 광장에서 시위를 일으키고 있다.
- 1969년 2월 16일, 150명의 좌파 시위대가 우익 단체와 충돌하여 피의 일요일로 알려진 사고가 발생했다.
- 1977년 5월 1일 노동절 기간 동안 36개의 좌익 단체가 일으킨 시위에서 우익 단체로 주장된 미확인 무장 괴한에 의해 5·1 유혈 진압이 발생했다.
- 2000년도 탁심 광장은 1999년-2000년 UEFA 유로파리그 준결승 1차전에서 리즈 유나이티드 AFC 팬과 갈라타사라이 SK과의 충돌로 축구 폭동이 벌여졌다.
- 2010년 10월 31일, 탁심 광장의 경찰 버스 옆에서 폭탄이 폭발했다. 이 폭발로 쿠르드인 테러리스트 1명이 사망하고 경찰 15명, 민간인 17명이 부상을 당했다.[4]

많은 다른 폭력 사건들에 이어, 단체들의 광장 시위는 금지되고 경찰은 사고 예방을 위해 24시간 경비를 시작했다. 이 금지령은 주변 도로나 거리에는 이루어지지 않았다. 현재, 탁심 광장은 여러 번 정치적 시위 대상의 시발점이 되었다. 또한, 노동절 시위는 2010년에 처음으로 허가되었으며 그 이후에는 평화 시위로 이루어지고 있다.
그러나, 새해 축제(New Year's Eve), 공화국 기념일 같은 기념일 축제, 중요한 대형 축구 경기 경우에는 금지령에서 예외적으로 허용하고 있다. 또한, 연간 이스탄불 프라이드 축제도 탁심 광장에서 열린다.

### 2013년
2013년 3월 26일부터 게지 공원의 철거와 탁심 막사, 쇼핑몰 건설에 반대하여 2013년 튀르키예 반정부 시위가 일어나고 있다. 5월 31일 이른 아침, 경찰은 시위대 천막을 철거하고 최루제, 페퍼 스프레이, 물대포 등을 이용하여 강제 해산시켰다.

## 같이 보기
- 아타튀르크 문화 센터
- 탁심 게지 공원
- 이스탄불 지하철
- 이스티클랄 거리
- 공화국 기념비
- 탁심 막사
- 탁심 스타디움
- 베욜루